# Seznam osebnih imen na X
Seznam osebnih imen, ki se pričnejo s črko X.

## Seznam

### Xa
- Xanthi
- Xanthis
- Xaver
- Xavier

### Xe
- Xena

### Xl
- Xlina